# 재사용

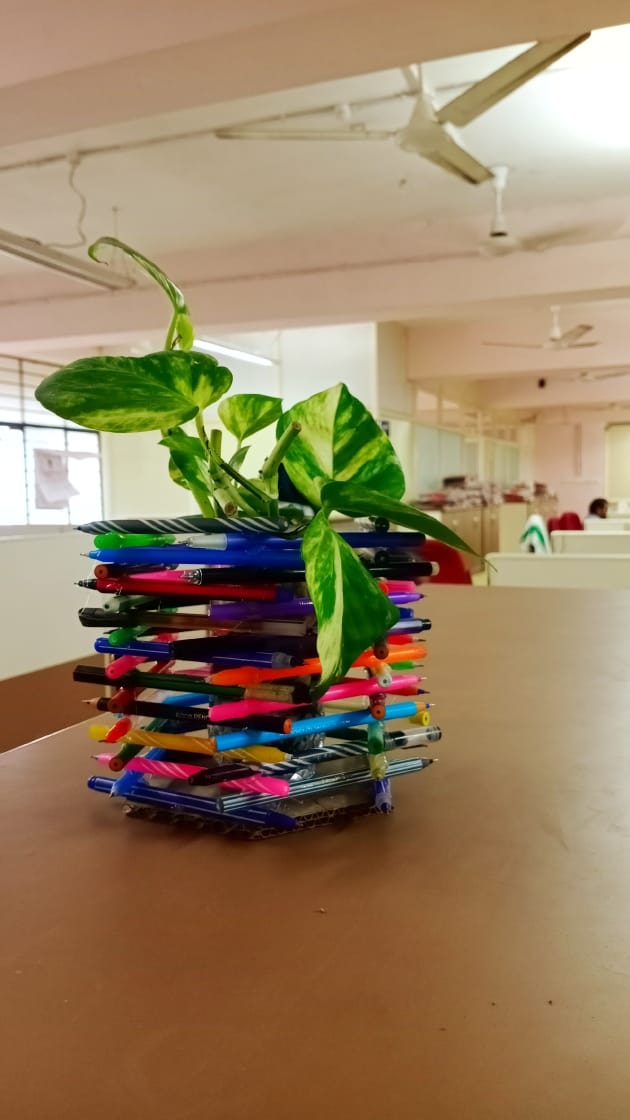
오래된 펜이 화분으로 사용되고 있다.

재사용(再使用, 영어: reuse)은 한 번 사용된 제품 또는 제품이 있는 부품을 그대로 다시 사용하는 것을 말한다. 재활용과도 유사하나 특별한 가공을 거치지 않는다는 점이 다르다.
예전부터 가족 또는 지인들 사이에서 물건을 물려쓰거나, 지역 내에서의 바자나 폐품 회수 등 소규모로는 이루어져 왔지만, 본격적으로 순환형 사회가 되도록 하기 위해서는 사회구조적으로 재사용 절차를 구축하는 것이 바람직하다.

## 같이 보기
- 재활용
- 사전 재활용